# Blazing Beaks
Blazing Beaks es un videojuego de Rol (RPG), Disparos (Shooter), Fiesta desarrollado de forma independiente por Applava y distribuido por QubicGames. El juego fue lanzado en mayo de 2019 para Microsoft Windows y Nintendo Switch.
El videojuego a pensar de ser bien recibido por las críticas no consiguió un gran número en ventas los días previos a su lanzamiento. La mayoría de ingresos vinieron por parte de la Nintendo eShop de Nintendo Switch.

## Modo de juego
Blazing Beaks es un juego de disparos de género roguelike donde toda la acción la encontraremos dentro del mundo de Beaks. Los pequeños animales pacíficos se ven amenazados inesperadamente por una repentina invasión de monstruos y criaturas de la nada. El jugador puede armarse de coraje y hacer a esos invasores explotar en pedazos solo o con tus amigos.
Actualmente el juego consta de dos modos de juego, modo historia y modo torneo.

### Modo Historia
El modo historia es una aventura para 1 o 2 jugadores locales, el objetivo es llegar lo más lejos posible pasando cada área y matando a los enemigos correspondientes de cada nivel. Cada área tiene sus propios enemigos y la última zona contiene un jefe. Actualmente hay 5 áreas diferentes: pantano, bosque rojo, cementerio, lagos secos y mazmorra.

#### Tipos de carreras
En el modo historia se pueden seleccionar 3 tipos de carreras.
- Normal: se genera una semilla automática, creando los niveles de las áreas totalmente aleatorios.
- Seeded: en este modo se puede introducir una semilla ya generada y el diseño de los niveles será el mismo.
- Carreras diarias: se basa en competir contra otros jugadores en una carrera que se genera cada día para todo el mundo. Está solo será jugable una vez y el puntaje se queda guardado en el ranking mundial.

#### Enemigos
En cada área generada aparecerán diferentes enemigos, cada uno con sus comportamientos propios. A lo largo de todos niveles generados aleatorios se pueden encontrar más de 30 enemigos y dependiendo de la zona en la que este el jugador podrá ser más sencillos o más difíciles de derrotar.
El último nivel de cada área tiene un jefe. Cada uno puede tener tres niveles de dificultad dependiendo de cuánto tiempo tardaste en llegar hasta el nivel final. Su dificultad está marcada con calaveras en la barra de salud del jefe. 3 calaveras significan mayor dificultad y 1 calavera la más fácil. Después de que el jugador derrote al jefe puede avanzar a la siguiente área.

### Modo torneo
El modo torneo es un campo de batalla donde se pueden jugar de 2 a 4 personas compitiendo entre sí. El objetivo es derrotar a los demás jugadores. Se puede seleccionar el número de rondas, la vida inicial y el área donde queremos jugar. Para tener desbloqueadas todas las áreas disponibles tendremos que visitarlas antes en el modo Historia. Hay varios tipos de torneos:
- Deathmatch: todos contra todos, el último que quede en pie gana.
- One gun mode: cada jugador obtiene un arma totalmente aleatoria y no se puede cambiar de arma en toda la ronda.
- Drop Hearts mode: cuando un jugador este herido soltara corazones y pueden ser recogidos por el mismo o por los otros jugadores.
- Skull keeper mode: el objetivo será agarrar la calavera dorada, el jugador que la obtenga deberá conservarla durante cierto tiempo. Los demás jugadores tendrán que intentar arrebatársela mientras van perdiendo 1 de vida conforme pase el tiempo.
- Huting mode: cada jugador llevara una lanza como arma. Una vez se lance se tendrá que ir a agarrarla antes de poder lanzarla nuevamente.

## Recepción

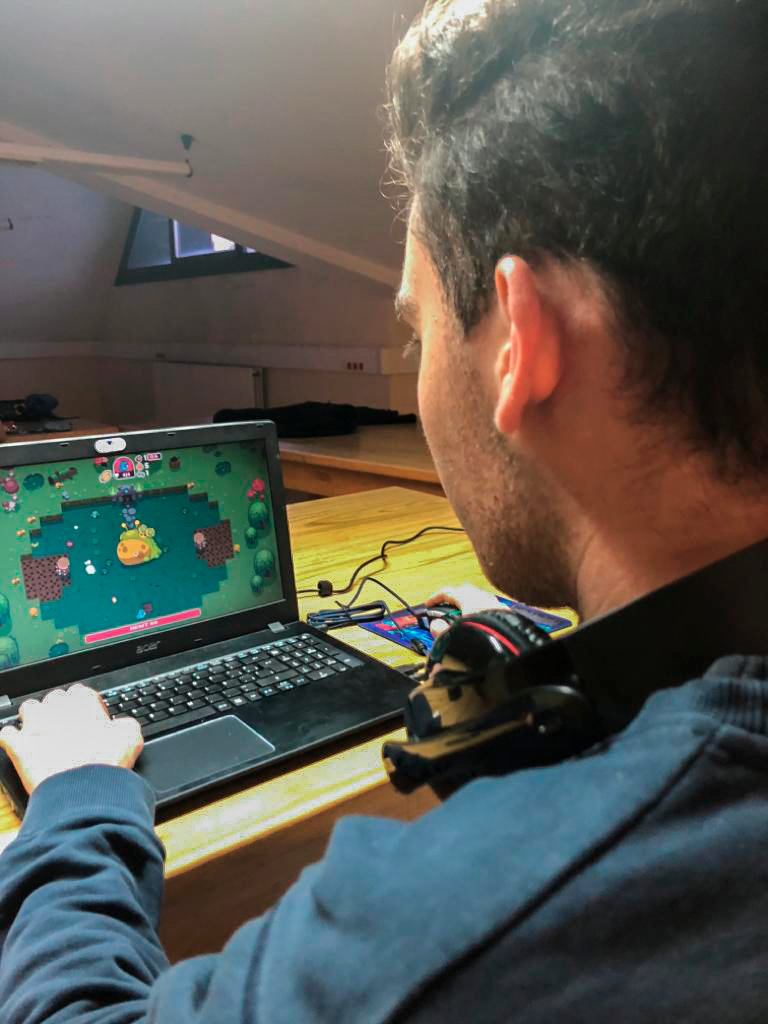
Persona jugando a Blazing Beaks

Las críticas fueron medianamente positivas pero a los jugadores no les acabó de llamar mucho la atención. Sus ingresos no fueron muy elevados, pero consiguieron sacarle beneficio gracias a las descargas provenientes de Steam y de la Nintendo eShop.
| Evaluador      | Calificación |
| -------------- | ------------ |
| 3DJuegos       | 7.0/10       |
| Metacritic     | 7.9/10       |
| Navi games     | 6.5/10       |
| GamingGuardian | 7.7/10       |